# David Conover

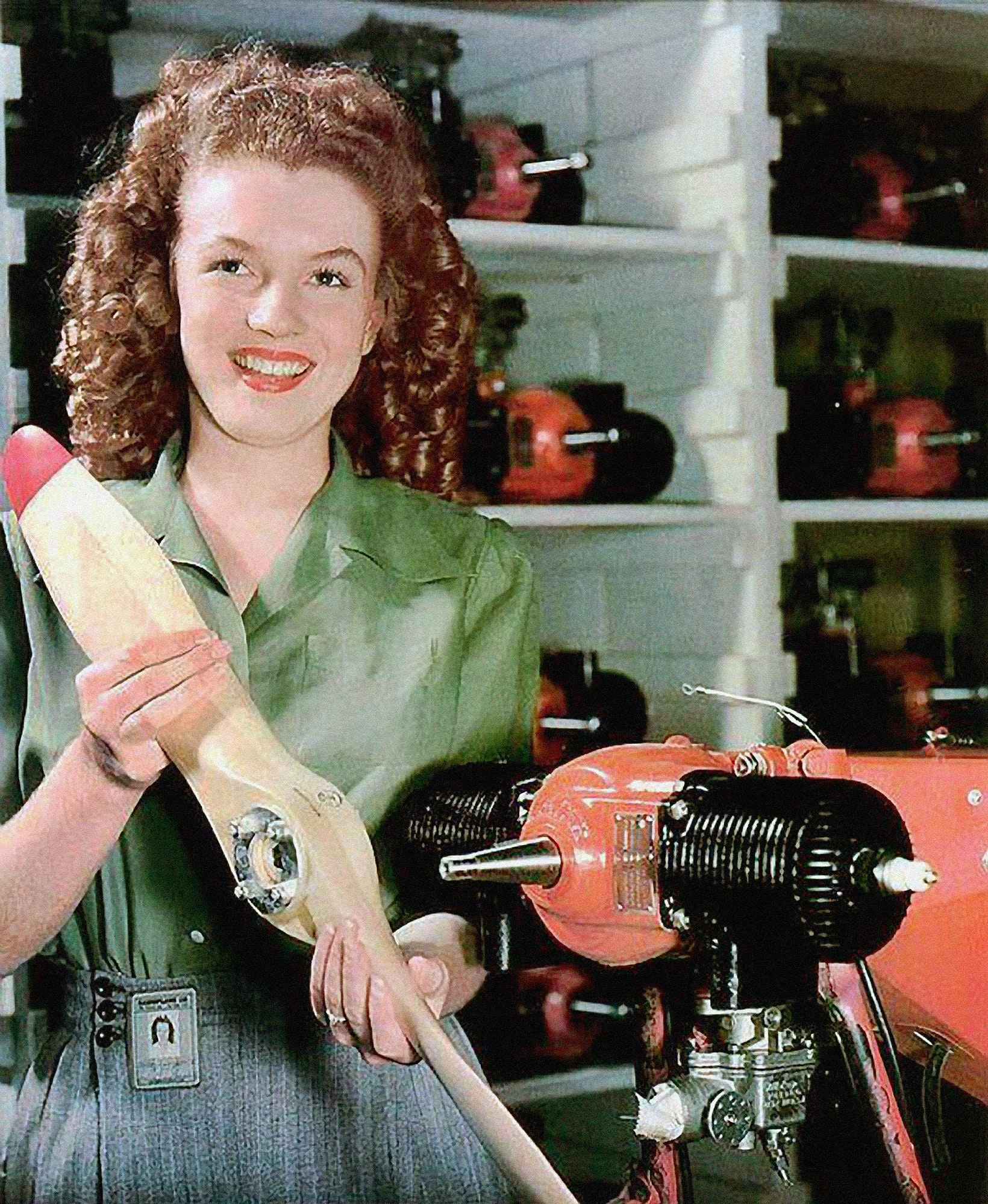
Marilyn Monroe s RP-5, pro magazín YANK, 26. června 1945

David Conover (26. června 1919 – 21. prosince 1983) byl americký spisovatel a dokumentární fotograf, který je považován za objevitele Marilyn Monroe při fotografování pro časopis Yank. Když pracoval pro First Motion Picture Unit amerických leteckých sil, byl jeho velícím důstojníkem budoucí americký prezident Ronald Reagan, který poslal Conovera do továrny na výrobu munice Radioplane, kde Monroe objevil.
Mezi jeho publikované spisy patří:
- Once Upon an Island, vyd:: San Juan Publishing (listopad 2003)
- Reader's Digest Condensed Books: Volume 74 - léto 1968 Publisher: Reader's Digest (1968)
- Best Sellers from Reader's Digest Condensed Books - 1970
- One Man's Island, vyd.: General Pub. Co (1971)
- Sitting on a Salt Spring, vyd.: Paper Jacks (1978)
- Finding Marilyn: A Romance, vyd.: Grosset & Dunlap (1981)